# Empereur : L'Empire du milieu
Empereur : L'Empire du milieu (Emperor: Rise of the Middle Kingdom) est un jeu vidéo de gestion de cité qui fait suite aux séries consacrées à la Rome antique : Caesar, Caesar II, Caesar III, à la Grèce antique (Le Maître de l'Olympe : Zeus, Poséïdon : le Maître de l'Atlantide), et à l'Égypte ancienne (Pharaon, Cléopâtre). Cet épisode représente l'une des plus importantes civilisations antiques, la Chine.

## Système de jeu

### Généralités

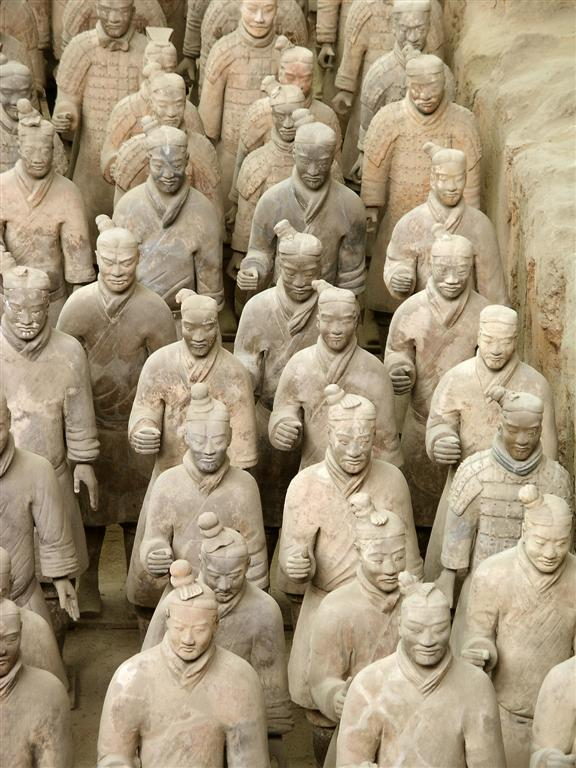
Le Mausolée de l'empereur Qin est l’un des nombreux monuments que le joueur peut construire dans sa cité.

Le principe de jeu s'inscrit dans la même veine que les jeux précédents de cette série éditée par Sierra, et dans le même esprit qu'un SimCity : la mission essentielle est de construire une cité et de la faire prospérer. Le joueur, aspirant gouverneur de cités antiques qu'il doit construire, administrer et faire prospérer, est transporté dans la Chine des premières dynasties jusqu’au XIIIe siècle (2100 av. J.-C. - 1211 apr. J.-C.). Il y a trois époques dans Empereur. Chacun de ces âges influe sur le type de production (bronze, fer, acier), sur l'industrie et sur la religion (le confucianisme, apparu après l'âge du bronze, n'est naturellement pas présent dans l'âge du bronze). Aux mains d'un empire immense aux climats et aux cultures variées, le joueur doit passer des accords commerciaux en Chine et dans les territoires voisins, être à l’écoute de ses citoyens et — si on ne lui en laisse pas le choix — entrer en guerre ou se défendre. Les graphismes sont améliorés par rapport aux précédents jeux de gestion de cités édités par Sierra.

### Modes
Il y a trois modes de jeux dans Empereur :
- le mode Campagne historique : le joueur doit accomplir, avec sa cité, des missions pour gagner. Ces missions peuvent être de l'ordre du nombre d'habitants dans la ville (atteindre un certain niveau de population), ou de l'ordre militaire (détruire ou vassaliser une cité ennemie) Ce mode de jeu offre quarante missions qui se répartissent en sept campagnes : dynastie Xia, dynastie Shang, dynastie Zhou, dynastie Qin, dynastie Han, dynastie Sui et dynastie Tang, dynastie Song et dynastie Jin.
- le mode Jeu ouvert : le joueur dispose d'une cité, qu'il peut faire évoluer comme bon lui semble. Il peut toujours attaquer les autres cités de la Chine.
- le mode multijoueurs : permet de jouer en ligne (réseau ou internet)

## Éditeur de campagnes
Empereur permet au joueur, par le biais du module de création de cartes et de missions, de façonner des scénarios personnalisés. Il est possible de créer entièrement des cartes et de choisir le relief, les ressources naturelles, les flux migratoires et les armées en présence. La multiplicité des facteurs paramétrables et les différentes interactions qu'ils impliquent font de l'éditeur un outil qui permet de s'approprier pleinement le jeu (il est tout à fait possible de créer des scénarios avec les mêmes paramètres et objectifs que ceux des scénarios officiels). Les missions sont également entièrement paramétrables : type d'objectifs, relations diplomatiques et commerciales, évènements militaires. Chaque évènement est paramétrable chronologiquement et selon une échelle de difficulté.

## Accueil
| Empereur : L'Empire du milieu |      |       |
| Média                         | Pays | Notes |
| Computer Gaming World         | US   | 3.5/5 |
| GameSpot                      | US   | 77 %  |
| Gen4                          | FR   | 88 %  |
| Jeux vidéo Magazine           | FR   | 12/20 |
| Jeuxvideo.com                 | FR   | 15/20 |
| Joystick                      | FR   | 8/10  |